# Vladimir Mančev
Vladimir Mančev (in bulgaro Владимир Манчев?, traslitterazione anglosassone Vladimir Manchev; Pazardžik, 6 ottobre 1977) è un allenatore di calcio ed ex calciatore bulgaro, di ruolo attaccante, tecnico del Hebăr Pazardžik.
Con la maglia della Nazionale bulgara ha partecipato al campionato d'Europa 2004 in Portogallo.

## Palmarès

### Giocatore

#### Club
- Supercoppa di Bulgaria: 1

CSKA Sofia: 2008

#### Individuale
- Capocannoniere del campionato bulgaro: 1

2001-2002 (21 gol)